# Villa Nova Uhřínov

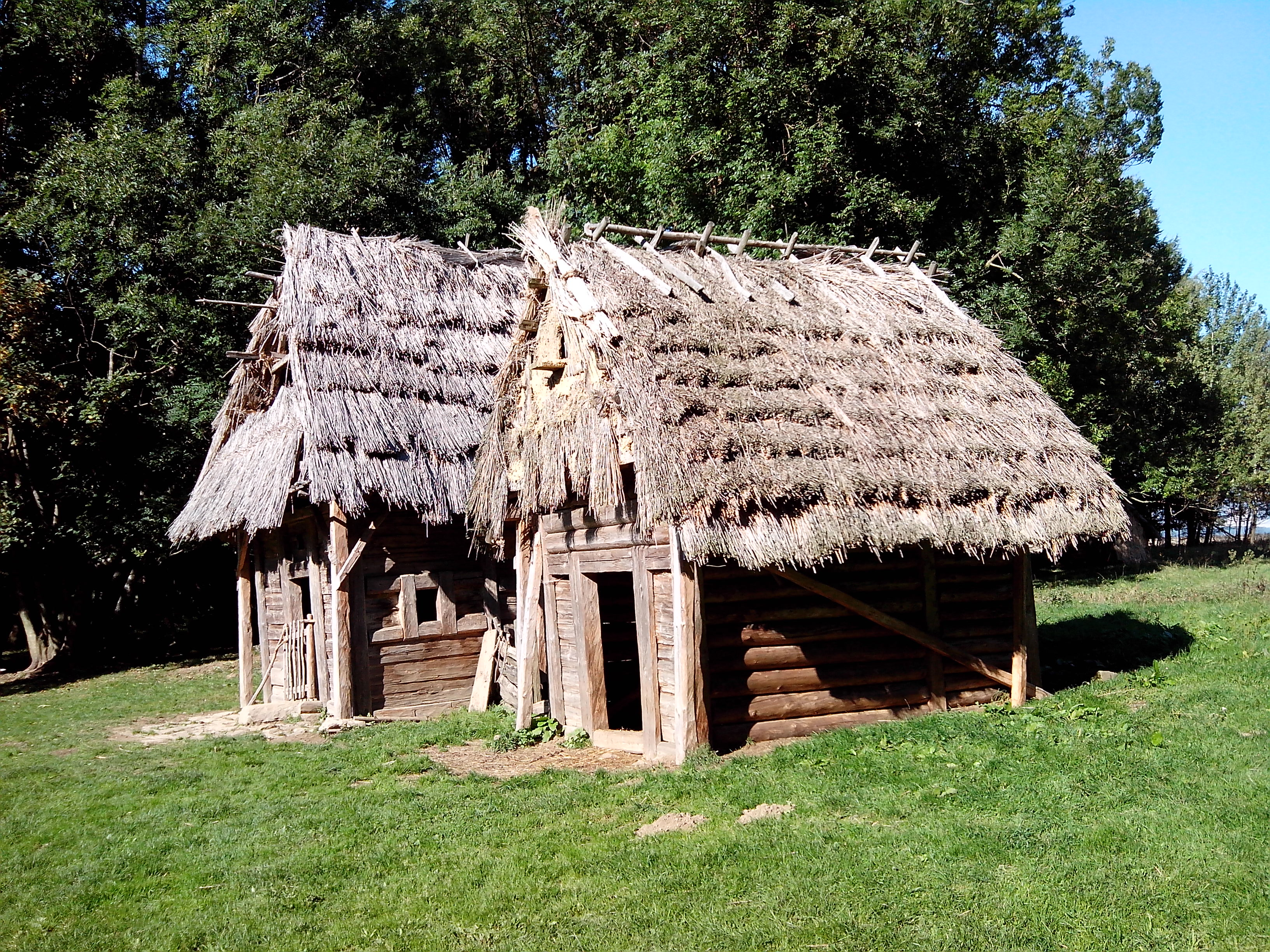
Archeoskanzen Villa Nova

Villa Nova Uhřínov je archeoskanzen nedaleko vsi Uhřínov v Orlických horách.
Archeoskanzen Villa Nova se snaží přiblížit středověkou kolonizační vesnici. Jsou zde aplikovány principy experimentální archeologie, tj. konstrukce staveb se opírá o archeologické nálezy té doby, k opracování se používají repliky dobových nástrojů apod. Jsou zde roubené polozemnice s trámy utěsněnými mazanicí, dále stavení z vepřovic, ale také různé středověké stavby od chlebových pecí, přes stodolu, až po kovárnu.
S jeho výstavbou se začalo v roce 1992.
Skanzen je volně přístupný po celý rok. V turistické sezóně lze domluvit prohlídku s průvodcem. Přes léto se zde konají tematické akce.